# 9657 Učka
9657 Učka è un asteroide della fascia principale. Scoperto nel 1996, presenta un'orbita caratterizzata da un semiasse maggiore pari a 3,1353635 au e da un'eccentricità di 0,1776619, inclinata di 0,89299° rispetto all'eclittica.
L'asteroide è dedicato all'omonimo gruppo montuoso in Istria il cui esonimo in italiano è Monte Maggiore.